# Halže
Halže (alemany: Hals) és un poble a la Regió de Plzeň de la República Txeca. És prop de la ciutat de Tachov (alemany: Tachau). Té al voltant de 940 habitants.
La frontera occidental natural és formada pel Bosc Bohemi (Český les). Halže és un punt de partida ideal per a viatges al Bosc Bohemi i només uns quants km sud-est des de balnearis de Mariánské Lázně.

## Història
El primer document escrit que esmenta Halže és de 1479. L'església de Halže va ser construïda entre els anys 1799 – 1801.
Al segle xiv, el districte de Tachov comprenia més de cent pobles. Unes quantes batalles importants de les guerres hussites van tenir lloc per tota la regió Tachov. Més tard la regió va estar sota el govern dels Habsburg des del segle xiv. Després de la mort del rei Lluís II d'Hongria en la Batalla de Mohács el 1526, l'arxiduc Ferran d'Àustria es convertí en rei de Bohemia i Bohèmia esdevingué un estat constituent de la branca austríaca de la Dinastia dels Habsburg. El 1919, després de la Primera Guerra Mundial tota Bohèmia esdevingué el nucli del nou país, que fou anomenat Txecoslovàquia.
La regió de Tachov va caure en mans d'Alemanya el 1938. Després de l'Acord de Múnic el 1938, les regions de la frontera de Bohemia habitades predominantment per alemanys ètnics (els Sudetenland) van ser annexionats a l'Alemanya; aquest fou l'únic moment en tota la seva història que el territori va estar dividit.
En 1946, molts habitants germanòfons, la majoria en el poble de Hals i la totalitat de l'àrea de Tachov, van ser expulsats. Després de la guerra, la zona només es va repoblar en part.
Després de la Revolució de Vellut (1989) les companyies alemanyes començaren a fer funcionar fàbriques per fer ús del treball barat en l'àrea de Tachov.

## Altres ciutats en la miniregió de Tachov
- Konstantinovy Lázně, Rozvadov, Stříbro, Kladruby, Trpisty, Milíře, Tachov.